# Thienemanniella ogasaquindecima
Thienemanniella ogasaquindecima är en tvåvingeart som beskrevs av Sasa och Suzuki 1997. Thienemanniella ogasaquindecima ingår i släktet Thienemanniella och familjen fjädermyggor. Inga underarter finns listade i Catalogue of Life.